# La Salle-Prunet
La Salle-Prunet is een plaats en voormalige  gemeente in het Franse departement Lozère in de regio Occitanie. De plaats maakt deel uit van het arrondissement Florac.

## Geschiedenis
Op 1 januari 2016 fuseerde de gemeente met het aangrenzende Florac tot de huidige commune nouvelle Florac Trois Rivières.

## Geografie
De oppervlakte van La Salle-Prunet bedraagt 19,2 km², de bevolkingsdichtheid is 7,0 inwoners per km².
De onderstaande kaart toont de ligging van La Salle-Prunet met de belangrijkste infrastructuur en aangrenzende gemeenten.

## Demografie
Onderstaande figuur toont het verloop van het inwonertal.